# Bell Canyon
Bell Canyon est une census-designated place du comté de Ventura, dans l'État de Californie, aux États-Unis. En 2020, elle compte une population de 1 946 habitants.